# Биопалпинг
Биопалпинг (от англ. biopulping - «биологическая варка»; bio - в сложных словах имеет значение «жизнь», «биологический»; pulping - «варка», «дефибрирование», «превращение в волокнистую массу») — процесс предобработки древесной щепы или другого лигноуглеводного субстрата лигнинразрушающими грибами, с целью получения древесной массы, обогащенной целлюлозой.
В целлюлозно-бумажном производстве (ЦБП) лигнин и гемицеллюлозы являются нежелательными компонентами, снижающими качество бумаги и целлюлозных полуфабрикатов. Для улучшения свойств конечной продукции используют энергоемкие процессы и химические соединения, загрязняющие окружающую среду. Процесс удаления лигнина из древесной щепы в ЦБП называется делигнификация.
Научные коллективы многих стран работают над возможностью изменения традиционных процессов производства целлюлозно-бумажной продукции, наносящих непоправимый ущерб природе. Одним из решений проблемы делигнификации, является использование лигнинразрушающих грибов, разлагающих лигнин в природных условиях, для ферментации древесного субстрата. Интерес ученых направлен на поиски штаммов, способных избирательно разрушать лигнин, не затрагивая ценную целлюлозную составляющую древесины. Грибы, обладающие такими свойствами, получили название биоделигнификаторов.
Биоделигнификаторы обладают высокоспециализированной ферментной системой, позволяющей разрушать лигнин - химически устойчивое вещество, являющееся одним из наиболее многочисленных ароматических соединений на Земле . Это единственные организмы способные полностью разрушать лигнин и использовать его продукты разложения в своем метаболизме. Более того, благодаря неспецифичиской оксидазной активности ферментов лигнинразрушающих грибов возможно разрушение других родственных фенолсодержащих соединений, являющихся, например, экотоксикантами. Дополнительным преимуществом использования биоделигнификаторов в ЦБП, является одновременное устранение гемицеллюлоз.

## История
Возможность применения лигнинразрушающих грибов для биологической делигнификации древесины впервые была предположена в еще 1957 г. Лоусоном и Стиллом, работавших в исследовательской лаборатории целлюлозно-бумажной компании West Virginia (сейчас Westvaco Corporation). Эти исследователи выпустили обзор, посвященный 72 лигнинразрушающим грибам, в котором указывали на глубокие пробелы в этой области биологии. После этого крупные лаборатории целенаправленно занялись изучением механизмов разрушения древесины и поиском штаммов эффективных делигнификаторов.
В 1972 году на внутреннем докладе в Forest Product Laboratory (FPL) было показано, что предобработка осиновой щепы лигнинразрушающими грибами при получении древесной массы в рафинерах снижает затраты на электроэнергию и позволяет производить более прочную бумагу, в сравнении с той, что получается из контрольной необработанной щепы. Сходная работа была проведена учеными шведской лаборатории Swedish Forest Product Laboratory (STFI) в Стокгольме. Их первый доклад, посвященный биопалпингу, продемонстрировал, что грибная предобработка может значительно влиять на сбережение энергии при механическом способе получения древесной массы. Шведскими учеными оформлен первый патент, описывающий получение древесной массы, обогащенной целлюлозой с помощью лигнинразрушающих грибов .
Множество работ было сделано с использованием штаммов гриба Phanerochaete chrysosporium. Он длительное время использовался в качестве модельного объекта, и результаты его воздействия сравнивались с воздействием других лигнинразрушающих грибов на древесину. Гриб не обладает свойствами делигнификатора, в основном вызывая одновременное разложение всех компонентов древесины, включая целлюлозу. Несмотря на это было показано, что даже при обработке этим грибом древесной массы перед вторичной обработкой в рафинере снижаются затраты энергии на 25-30 % и увеличивается прочность бумаги.
С целью развития идеи биопалпинга, был создан специальный консорциум,в который вошли университеты Висконсина и Миннесоты , а также двадцать целлюлозно-бумажных компаний, заинтересовавшихся перспективами исследований. Работа консорциума была целиком посвящена исследованию возможности промышленного использования дереворазрушающих грибов для нужд целлюлозно-бумажных компаний. Его функционирование и координацию осуществляли многочисленные научно-исследовательские коллективы микологов, микробиологов, генетиков, экономистов и инженеров. В результате многолетней работы выяснилось, что среди всех изученных грибов, Cerioporiopsis subvermispora обладает наиболее удовлетворительными биотехнологическими характеристиками. Он оказался эффективным биоделигнификатором как хвойных, так и лиственных пород, улучшал физико-механические свойства древесной массы, снижал энергозатраты, избирательно разрушал лигнин, вызывая сравнительно низкие потери целлюлозы .

## Биопалпинг в России
До 1991 года ведущей организацией по изучению природных особенностей грибов биоделигнификаторов в России была "Проблемная научно-исследовательская лаборатория защиты древесины" Санкт-Петербургской государственной лесотехнической академии им. С.М. Кирова (СПбГЛТА). Требования, которые предъявляли к грибам претендентам, были следующие: быстрый рост, захват субстрата и его освоение; быстрое и глубокое разложение лигнина; избирательность разложения лигнина и сохранение целлюлозы; неразборчивость в субстратах (одинаковое разложение хвойных и лиственных пород, заболони и ядра). В результате широкомасштабного отбора штаммов был выбран наиболее эффективный биоделигнификатор, который был выделен в культуру для всестороннего изучения его биологических особенностей. Современные исследования, проводимые на кафедре "Экологии, анатомии и физиологии растений" СПбГЛТА показывают, что выбранный штамм способен эффективно разрушать лигнин, не уступая по своим делигнификационным свойствам зарубежным аналогам. Наибольшую эффективность разрушения лигнина гриб демонстрирует на древесине осины. В чистой культуре удается добиться 90% разрушения лигнина при сравнительно низких потерях массы исследуемых образцов. Одновременно с биоделигнификацией происходит разрушение гемицеллюлоз, не представляющих интереса для целлюлозно-бумажной промышленности. В отличие от зарубежных исследований, в которых изучается ферментативные процессы с перспективой очистки и приготовления ферментных препаратов, в лаборатории СПбГЛТА велись поиски штаммов грибов, изначально обладающих необходимым набором ферментов, что в перспективе дает возможность избежать дорогостоящего разделения и очистки ферментов. В качестве дополнительных эффектов были получены обнадеживающие результаты по следующим направлениям:
- снижение энергоемкости производства;
- улучшение физико-механических свойств древесной массы после обработки грибом;
- отбелка и стабилизация яркости биомеханической древесной массы;
- биологическая отбелка сульфатной целлюлозы без использования хлорсодержащих реагентов;
- обесцвечивание сточных вод, удаление токсичных хлорированных фенолов и других мутагенных и тератогенных веществ из сточных вод после отбелки.

## Современное состояние
Положительные результаты, полученные в лабораторных условиях, не всегда являются гарантированно воспроизводимыми, когда речь идет о реальных промышленных масштабах. Во многих микробиологических процессах используются биореакторы, которые обеспечивают оптимальные условия развития микроорганизмов. При ферментации древесной щепы биоделигнификаторами использование биореакторов нецелесообразно в виду большого объема сырья и сравнительно медленно протекающих биологических процессов. Таким образом, процесс получения древесной массы с помощью биоделигнификаторов должен эффективно протекать в природных условиях. В этом случае развитие конкурентных микроорганизмов, саморазогреванием щепы и неблагоприятные температурные и влажностные условия могут отрицательно сказываться на эффективности и равномерности протекающих процессов (освоение субстрата, разложение лигнин). Все это предъявляет дополнительные требования к используемым в природных условиях микроорганизмам и заставляет искать новые технологические решения.
При хранении щепы в буртах часто возникает проблема её саморазогревания, что является результатом ферментной активности микроорганизмов (бактерий, актиномицетов, грибов). Этот неконтролируемый процесс может привести к сукцессии микроорганизмов, или их полной гибели при достижении экстремально высоких температур. Таким образом, саморазогревание щепы в биотехнологии является нежелательным и труднопреодолимым процессом. Но эту проблему можно решить, используя принудительную аэрацию буртов с древесной щепой.
За последние десятилетия были заявлены десятки патентов описывающих технологические схемы подготовки и стерилизации древесной щепы и отходов лесопромышленного комплекса для последующей предобработки с помощью лигнинразрушающих грибов; способы стимуляции их роста, и ингибирования нежелательной микрофлоры. Благодаря современным исследованиям, биоделигнификация, как начальный этап в общей технологической схеме целлюлозно-бумажного производства, становится реальностью.
Идея биопалпинга уже получила инженерное воплощение. К настоящему времени в FPL разработана система обработки технологической щепы построенная на основе двух ленточных конвейеров. Щепа, перемещаясь по первому конвейеру, подвергается паровой стерилизации. На втором конвейере щепа остужается очищенным воздухом и подвергается обработке специальной суспензией содержащей мицелий гриба и пищевые регуляторы. После этих процедур щепа поступает в бурты, где она проходит двухнедельную ферментацию. По выше указанной схеме был заложен крупномасштабный эксперимент с 50 тоннами древесной щепы, результаты которого демонстрируют высокую воспроизводимость лабораторных данных.
Концепция применения биологических препаратов на основе дереворазрушающих грибов для улучшения качества древесных полуфабрикатов эксплуатируется в коммерческих целях уже более десятка лет. Уникальный препарат Sylvanex 97 длительное время выпускался известной компанией Clariant. Основой для него послужила культура гриба Ophiostoma piliferum. Этот гриб позволяет существенно снижать содержание смоляных веществ в древесном сырье, увеличивает выход продукции, улучшает его физико-механические свойства, регулирует микрофлору хранящейся щепы, предотвращая появление в ней деревоокрашивающих грибов. В настоящее время права на технологию принадлежат Р. Фаррелл (Parrac Ltd, Новая Зеландия) изобретательнице технологии. Постоянным покупателем продукции с 1996 года является фабрика Rayonier Fernandina Beach Pulp Mill в штате Флорида. Продукция, выпускаемая этой фабрикой используется для производства жидко-кристаллических панелей, фармацевтических препаратов, ударопрочных пластиков, сигаретных фильтров, косметики, детергентов, красок, взрывчатки и продуктов питания.
Некоммерческая организация Biopulping Int., созданная с целью разработки стратегии эффективной коммерциализации описываемого способа, поддерживается федеральными грантами и грантами Департамента Энергетики США . Еще в 2002 году предполагалось, что применение энергосберегающих технологий на основе биопалпинга, позволят в США сократить стоимость производства термомеханической древесной массы с 275 до 258$ за тонну. Несмотря на это, владельцы целлюлозно-бумажных фабрик не торопятся отказаться от привычных способов производства и изменять технологические схемы.